# Стефан Илић (хокејаш)
Стефан Илић (27. март 1990. Београд) бивши је српски хокејашки репрезентативац, а данас хокејашки тренер. Играо је у одбрани.

## Каријера

### Клупска каријера
Каријеру је започео у Беостару 2006. године. За Беостар је наступао до 2009. године одигравши 34 утакмице за овај клуб. Затим прелази у Црвену звезду за коју је одиграо само три меча. Од 2009. године, па наредних четири сезона наступа је за Партизан. Са Партизаном је четири пута био првак државе и два пута регионалне Слохокеј лиге. Илић 2013. прелази у италијанску екипу Варезе где је у трећој лиги одиграо 21 утакмицу и постигао 3 гола. У финишу сезоне је позајмљен у Милано Рособлу. У највишем степену такмичења у Италији одиграо је 10 утакмица. Од 2014. године игра у италијаској екипи Валпеличе која се такмичи у Првој лиги.

### Репрезентација
За репрезентацију Србије игра од 2008. године. Био је део тима који је на светском првенству 2009 — Дивизија II освојио прво место и пласирао се у прву дивизију. То је од осамостаљења највећи успех репрезентације. Четири пута је са репрезентацијом освајао треће место (2008, 2011, 2014. и 2015. године) у дивизији два.

## Успеси

### Клупски
- Партизан:
  -  Првенство Србије (4): 2009/10, 2010/11, 2011/12, 2012/13
  -  Слохокеј лига (2): 2010/11, 2011/12
- Валпеличе:
  -  Куп Италије (1): 2015/16.
- Милано Рособлу:
  -  Куп Италије (2): 2016/17, 2017/18.

### Репрезентативни
- Србија:
  - Светско првенство:  2008. (Дивизија II)
  - Светско првенство:  2009. (Дивизија II)
  - Светско првенство:  2011. (Дивизија II)
  - Светско првенство:  2014. (Дивизија II, група А)
  - Светско првенство:  2015. (Дивизија II, група А)
  - Светско првенство:  2018. (Дивизија II, група А)
  - Светско првенство:  2019. (Дивизија II, група А)